# 1394 в Україні

## Пам'ятні дати та ювілеї
- 450 з часу початку походу київського князя Ігора І Рюриковича на Константинополь та укладення Русько-візантійського мирного договору з імператором Романом I Лакапіном у 944 році за яким руським купцям дозволялось безмитно торгувати в Царгороді за зобов'язання захисту візантійських володінь у Криму;
- 425 років з часу початку другого Балканського походу київського князя Святослава у 969 році.
- 375 років з початку правління Ярослава Мудрого, Великого князя Київської  Русі у 1019 році.
- 300 років з часу у 1094 році:
  - захоплення  Олегом Святославичем з підтримкою половців Чернігова. Він розплатився зі своїми половецькими союзниками, віддавши їм Тмутороканське князівство, яке надалі в літописах не згадується.
- укладення миру Великим князем київським Святополком II Ізяславичем миру з половцями. Він узяв у дружини дочку Тугоркана, хана половецького;
- 250 років з часу у 1144 році:
  - створення Галицького князівства та перенесення князем Володимирком столиці до Галича. У місті спалахнуло повстання проти його правління, яке Володимирко придушив.
  - створення Галицького (Крилоського) Євангелія — однієї з найдавніших книжних пам'яток Київської Русі;
- 225 років з часу захоплення й розорення Києва об'єднаним військом 12 руських князів, очолюваним Андрієм Боголюбським у 1169 році.
- 200 років з часу переходу київського престолу перейшов до Рюрика Ростиславича після смерті Святослава Всеволодовича у 1194 році.;
- 150 років з часу перемоги Данила Галицького біля Мостищ над військом Ростислава Михайловича, претендента на галицький престол у 1244 році.
- 125 років з часу початку правління князя Володимира Васильковича (сина Василька Романовича, брата Данила Галицького) на Волині у 1269 році.

### Видатних особистостей

#### Народились
- Пафнутій Боровський — православний святий та чернець (помер 1477 року);

## Події
- Завершилось правління першого київського князя з династії Гедиміновичів у 1362—1394 роках Володимира Ольгердовича, якого позбавив влади Вітовт;
- Київський стіл зайняв Скиргайло Ольгердович, але незабаром цей «чудовий і добрий князь» був отруєний намісником митрополита Фомою. 3 його загибеллю у Києві утвердився князь Іван Гольшанський, котрий передав свою владу у спадок синам;
- похід Витовта на Федора Коріятовича, відбирати в нього Поділля;
- Король Владислав ІІ Ягайло привіз перші гармати і 6 бочок пороху до Львова;
- львівський гармаш Зброжек привіз перші гармати і 6 бочок пороху до Кам'янця на Поділлі;